# Сен-Фелисьен (Ардеш)
Сен-Фелисье́н (фр. Saint-Félicien, окс. Sant Félicien) — коммуна во Франции, находится в регионе Рона — Альпы. Департамент коммуны — Ардеш. Административный центр кантона Сен-Фелисьен. Округ коммуны — Турнон-сюр-Рон.
Код INSEE коммуны — 07236.
Коммуна была основана в 1765 году.

## Население
Население коммуны на 2008 год составляло 1212 человек.
| 1962 | 1968 | 1975 | 1982 | 1990 | 1999 | 2008 |
| ---- | ---- | ---- | ---- | ---- | ---- | ---- |
| 1058 | 1214 | 1144 | 1238 | 1240 | 1183 | 1212 |

## Экономика
В 2007 году среди 663 человек в трудоспособном возрасте (15—64 лет) 487 были экономически активными, 176 — неактивными (показатель активности — 73,5 %, в 1999 году было 71,8 %). Из 487 активных работали 448 человек (262 мужчины и 186 женщин), безработных было 39 (18 мужчин и 21 женщина). Среди 176 неактивных 60 человек были учениками или студентами, 72 — пенсионерами, 44 были неактивными по другим причинам.

## Спорт
Ежегодно в июне проходит велогонка Ardéchoise, в которой принимают участие 15 тысяч велосипедистов. Это самая крупная велогонка в Европе.

## Фотогалерея

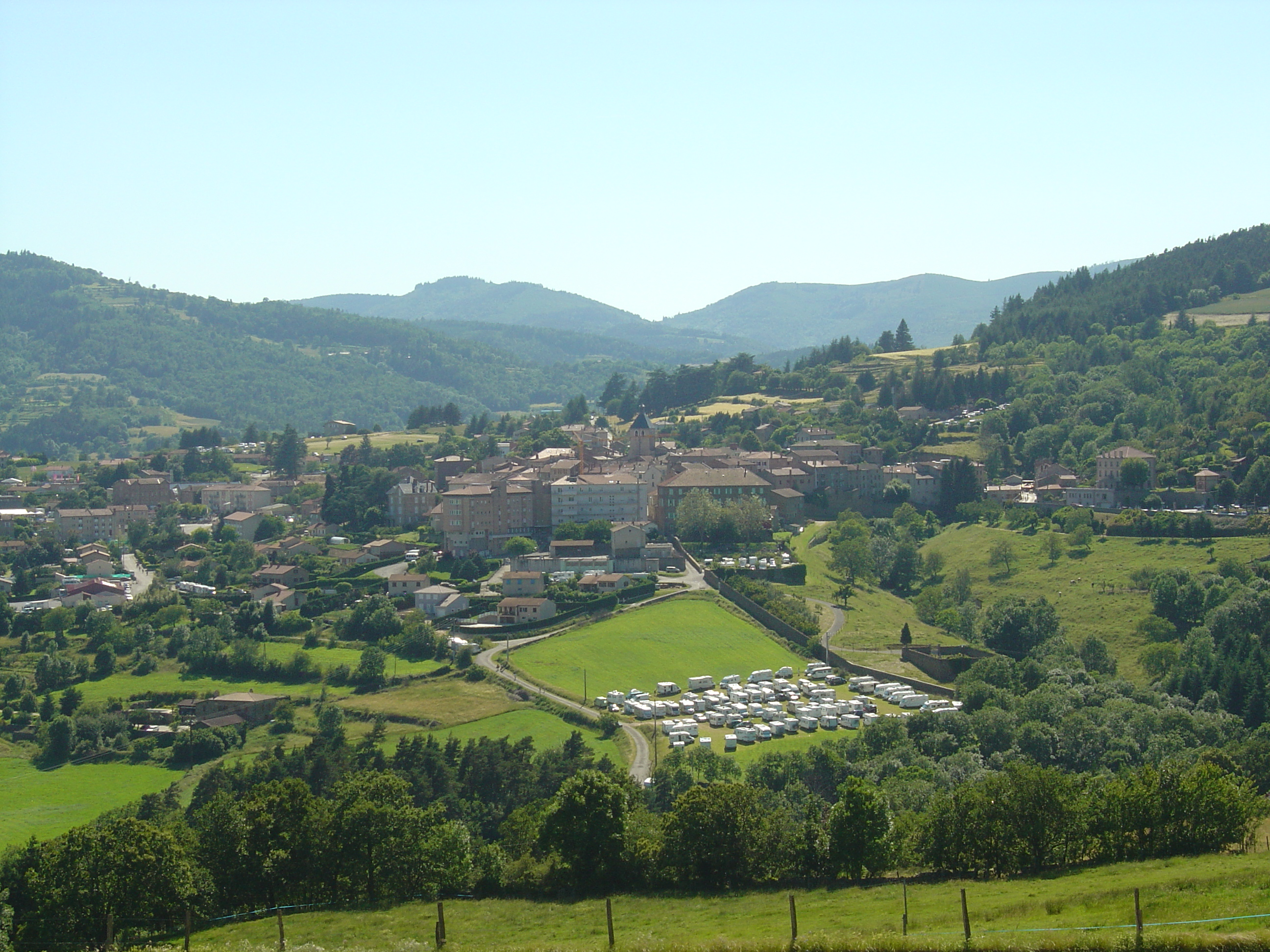
Сен-Фелисьен
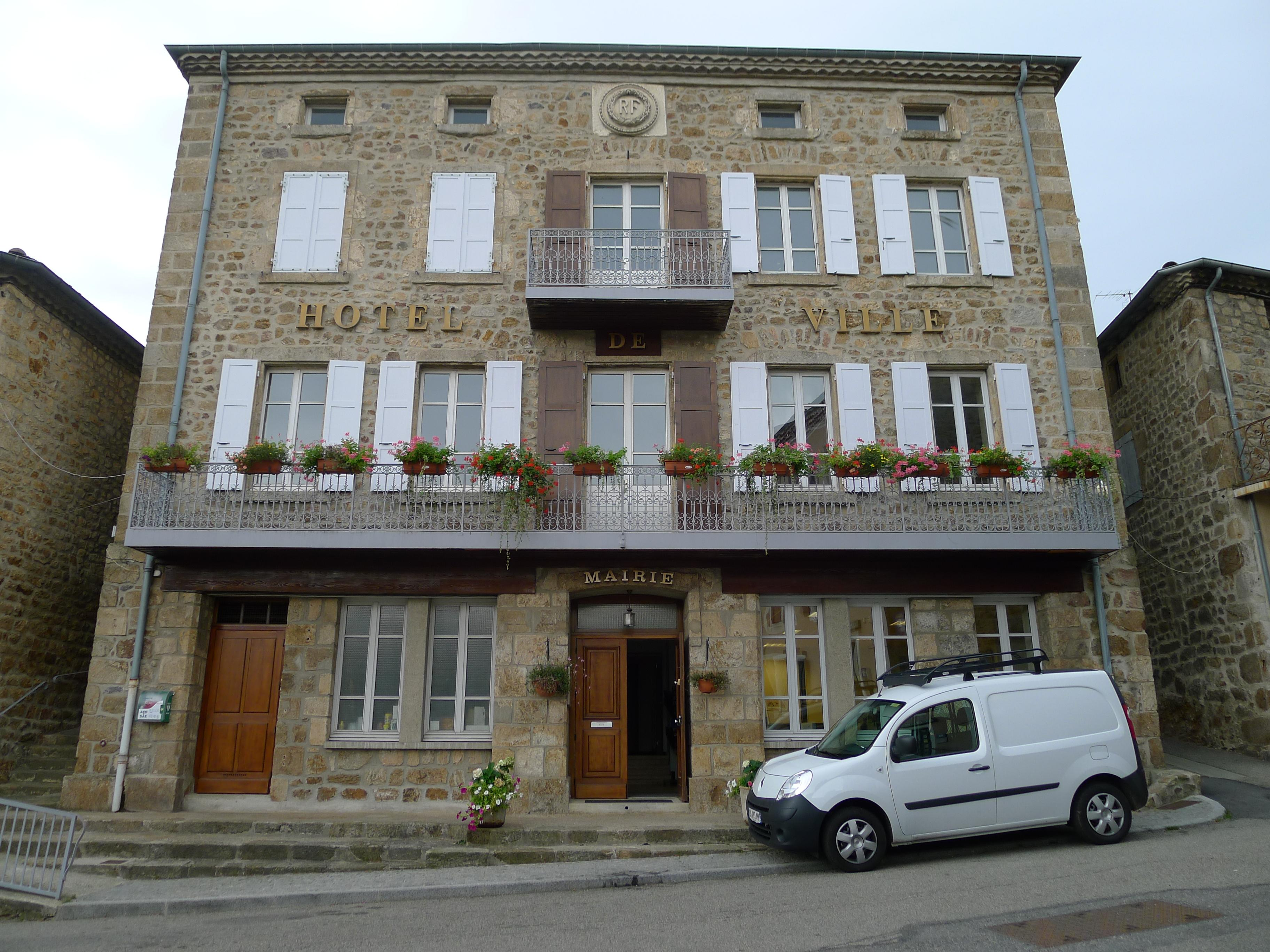
Мэрия
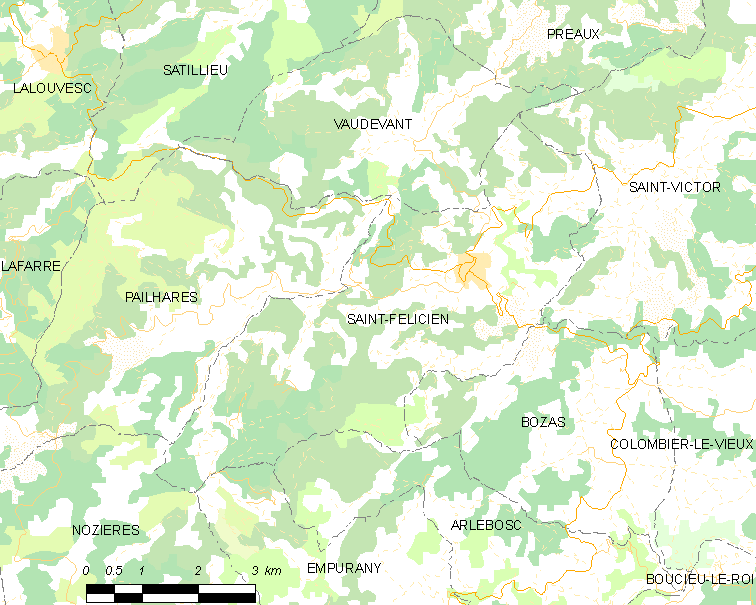
Карта коммуны